# Некрасовский сельский совет
Некрасовский сельский совет (укр. Некрасовська сільська рада, крымскотат. Qul Çora köy şurası) — административно-территориальная единица в Советском районе в составе АР Крым Украины (фактически до 2014 года), ранее до 1991 года — в составе Крымской области УССР в СССР, до 1954 года — в составе Крымской области РСФСР в СССР, до 1945 года — в составе Крымской АССР РСФСР в СССР. Расположен на севере района, в степном Крыму, на побережье Сиваша. Население по переписи 2001 года — 2186 человек, площадь сельсовета 60 км².
К 2014 году состоял из 3 сёл:
- Некрасовка
- Октябрьское
- Барсово.

## История
Кульчоринский сельский совет был образован в начале 1920-х годов в составе Ичкинского района Феодосийского уезда. 1 октября 1923 года, согласно постановлению ВЦИК, в административное деление Крымской АССР были внесены изменения, в результате которых Ичкинский район упразднили, включив в состав Феодосийского. По результатам всесоюзной переписи 17 декабря 1926 года Кульчоринский сельский совет включал 5 населённых пунктов с населением 748 человек.
Постановлением ВЦИК «О реорганизации сети районов Крымской АССР» от 30 октября 1930 года Феодосийский район был упразднён и был создан Сейтлерский район (по другим сведениям 15 сентября 1931 года), в который включили село, а с образованием в 1935 году Ичкинского — в состав нового района. Указом Президиума Верховного Совета РСФСР от 21 августа 1945 года Кульчоринский сельсовет был переименован в Некрасовский. С 25 июня 1946 года совет в составе Крымской области РСФСР, а 26 апреля 1954 года Крымская область была передана из состава РСФСР в состав УССР. На 15 июня 1960 года в составе совета числились следующие населённые пункты:

| - Барсово - Белостадное - Дмитровка - Ермолаевка | - Некрасовка - Ровенка - Шаровка |

Указом Президиума Верховного Совета УССР «Об укрупнении сельских районов Крымской области», от 30 декабря 1962 года Советский район был упразднён и сельский совет включили в Нижнегорский. 8 декабря 1966 года Советский район был восстановлен и совет вновь включили в его состав. К 1968 году упразднена Ермолаевка, к 1977 году возрождён Дмитровский сельский, куда отошли Дмитровка и Ровенка, ликвидированы Белостадное и Шаровка; в состав совета включили Октябрьское. С 12 февраля 1991 года сельсовет в восстановленной Крымской АССР, 26 февраля 1992 года переименованной в Автономную Республику Крым. Постановлением Верховной Рады Крыма от 28 ноября 2012 года и решением Некрасовского сельского совета от 5 апреля 2012 года с учёта было снято село Барсово и совет обрёл современный состав. С 21 марта 2014 года в составе Крыма аннексирован Россией. Законом «Об установлении границ муниципальных образований и статусе муниципальных образований в Республике Крым» от 4 июня 2014 года территория административной единицы была объявлена муниципальным образованием со статусом сельского поселения.